# (32221) 2000 OY22
2000 OY22 (asteroide 32221) é um asteroide da cintura principal. Possui uma excentricidade de 0.13776830 e uma inclinação de 16.17729º.
Este asteroide foi descoberto no dia 23 de julho de 2000 por LINEAR em Socorro.